# Jan Dydak
Jan Zygmunt Dydak (Czeladź, 14 giugno 1968 – Słupsk, 27 marzo 2019) è stato un pugile polacco.

## Palmarès

### Olimpiadi
- 1 medaglia:
  - 1 bronzo (Seul 1988 nei pesi welter)